# Office Assistant
Office Assistant var en interaktiv animeret figur, der fungerede som en brugergrænseflade i Microsoft Offices hjælp-bibliotek. Indledningsvist anvendtes teknologi fra Microsoft Bob og senere Microsoft Agent, og tilbød råd beregnet via bayesiske algoritmer. I Microsoft Office til Windows blev den inkluderet i versionerne 97 til 2003, i Microsoft Publisher og Microsoft Project blev den inkluderet i versionerne 98 til 2003. I udgaverne til Macintosh blev den inkluderet i versionerne 98 til 2004. Som udgangspunkt blev assistenten i den engelske Windows-version kaldet Clippit med øgenavnet Clippy, efter en papirklips. Figuren blev designet af Kevan J. Atteberry.
Mange brugere havde en negativ holdning til Clippy. Microsoft slukkede for featuren som udgangspunkt i Office XP, hvorved de accepterede dens upopularitet som vist via en reklamekampagne, der imiterede Clippit.

Den blev helt fjernet i Office 2007 og Microsoft Office 2008 for Mac, da den blev kritiseret af både kunder og selv Microsofts egne ansatte.

## Clippy genopstår
Clippy genopstod i 2023 som en maskinlæringdreven (ChatGPT) assistent i Windows 11. Den nye clippy er lavet af FireCube og hedder "Clippy by FireCube".